# 高円宮賜杯全日本学童軟式野球大会
高円宮賜杯全日本学童軟式野球大会（たかまどのみやしはいぜんにほんがくどうなんしきやきゅうたいかい）は、全日本軟式野球連盟と全国新聞社事業協議会が主催する、学童部（小学生）クラブチーム中心の軟式野球全国大会。

## 概要
学童野球の全国大会は、1981年に第1回大会を開催し、1997年に高円宮家より賜杯が下賜され、「高円宮賜杯全日本学童軟式野球大会」となった。1986年より日本マクドナルド株式会社が冠スポンサーとなり「マクドナルド・トーナメント」と呼ばれる。
第1回から9回までは持ち回り開催だったのが、1990年より水戸市民球場他茨城県内にて開催地を固定し毎年8月の開催。2009年度からは開催地が神宮球場他の東京開催となる。「小学生の甲子園」として小学生球児の憧れの大会になっている。全国47都道府県で予選大会が行われ、約15,000ものチームが参加している。2020年は新潟で開催予定だったが、新型コロナの影響で中止。2025年は新潟開催

## 歴代優勝チーム
- 1981年度　大鰐クラブ（青森）
- 1982年度　枚方香里フェニックス（大阪）
- 1983年度　河内長野青葉（大阪）
- 1984年度　香寺クラブジュニア（兵庫）
- 1985年度　キングスター（千葉）
- 1986年度　牛島スポーツ少年団（秋田）
- 1987年度　亀川野球スポーツ少年団（大分）
- 1988年度　北ナニワハヤテタイガース（兵庫）
- 1989年度　各務野球（岐阜）
- 1990年度　枚方香里フェニックス（大阪）
- 1991年度　金沢城東メッツ（石川）
- 1992年度　乃木ライオンズ（島根）
- 1993年度　岡屋スポーツ少年団（京都）
- 1994年度　竹永野球少年団（三重）
- 1995年度　熊取ベアーズ（大阪）
- 1996年度　小竹ガッツ（福岡）
- 1997年度　球愛クラブ（茨城）
- 1998年度　神森ロイヤルズ（沖縄）
- 1999年度　大間々東小リトルジャイアンツ（群馬）
- 2000年度　金屋少年野球クラブ（和歌山）
- 2001年度　八島マリンズ（沖縄）
- 2002年度　長曽根ストロングス（大阪）
- 2003年度　長曽根ストロングス（大阪）
- 2004年度　那珂ライオンズ（宮崎）
- 2005年度　長曽根ストロングス（大阪）
- 2006年度　門真ブルーメッツ（大阪）
- 2007年度　庄内ジャガーズ（福岡）
- 2008年度　前裁アスレチックス（奈良）
- 2009年度　西南部サンボーイズ（石川）
- 2010年度　常磐軟式野球スポーツ少年団（福島）
- 2011年度　長曽根ストロングス（大阪）
- 2012年度　鳥羽野球部（福井）
- 2013年度　曽根青龍野球部（兵庫）
- 2014年度　和気軟式野球クラブ（愛媛）
- 2015年度　長曽根ストロングス（大阪）
- 2016年度　長曽根ストロングス（大阪）
- 2017年度　東16丁目フリッパーズ（南北海道）
- 2018年度　多賀少年野球クラブ（滋賀）
- 2019年度　多賀少年野球クラブ（滋賀）
- 2020年度　中止
- 2021年度　長曽根ストロングス（大阪）
- 2022年度　中条ブルーインパルス（石川）
- 2023年度　新家スターズ（大阪）
- 2024年度　新家スターズ[4]
- 2025年度　長曽根ストロングス（大阪）